# Route régionale 102 (Maroc)
Pour les articles homonymes, voir Route 102.
La route régionale 102 ou 102, est une route régionale marocaine de 101 km, reliant Bouizakarne à Icht, près de Fam El Hisn. 
C'est une route constituée sur l'essentiel de son parcours d'une seule voie large, accueillant les deux sens de circulation. Seules les traversées des oueds et des communes rurales de Timoulay Izder et de Taghjijt sont en 2x1 voies. Un projet d'élargissement aux normes routières en 2x1 entre Bouizakarne et Timoulay Izder sur 11km est en cours de réalisation. 
La route est parfois nommée « route des oueds », car elle traverse près de 24 oueds durant son parcours. 

## Description
La route est bitumée sur tout son parcours. Elle débute au centre de Bouizakarne, à l'intersection avec la N1 (sur l'axe Guelmim - Tiznit) et se termine à l'intersection avec la N17 (sur l'axe Assa-Zag - Tata).
Elle traverse le versant sud de l'Anti-Atlas, au pied des vallées, à une altitude allant de 484 à 801 m. 

## Itinéraire
| 102 Route régionale 102 | |        |        |                     |                   |
| Type                    | Indication | ↓km↓   | ↑km↑   | Provinces           | Régions           |
| Bouizakarne             | Bouizakarne | 0 km   | 101 km | Province de Guelmim | Guelmim-Oued Noun |
|                         | Intersection avec la N1 : Lakhsas / Tiznit / Guelmim / Tan-Tan / Laâyoune                                             | 0 km   | 101 km | Province de Guelmim | Guelmim-Oued Noun |
|                         | Oued Tamissourt |        |        | Province de Guelmim | Guelmim-Oued Noun |
|                         | Intersection : Ait Erkha                                                                                              |        |        | Province de Guelmim | Guelmim-Oued Noun |
|                         | Intersection avec la 117 : Fask                                                                                       |        |        | Province de Guelmim | Guelmim-Oued Noun |
| Timoulay Izder          | |        |        | Province de Guelmim | Guelmim-Oued Noun |
|                         | Intersection avec la 117 : Ifrane Atlas Saghir                                                                        |        |        | Province de Guelmim | Guelmim-Oued Noun |
|                         | Oued Ifrane |        |        | Province de Guelmim | Guelmim-Oued Noun |
|                         | Secteur routier dangereux (↓3 km↓)                                                                                    |        |        | Province de Guelmim | Guelmim-Oued Noun |
|                         | Intersection avec la 1310 : Fask / Guelmim / Assa-Zag                                                                 |        |        | Province de Guelmim | Guelmim-Oued Noun |
|                         | Oued Siyad |        |        | Province de Guelmim | Guelmim-Oued Noun |
| Taghjijt                | |        |        | Province de Guelmim | Guelmim-Oued Noun |
|                         | Intersection : Tagmout                                                                                                |        |        | Province de Guelmim | Guelmim-Oued Noun |
|                         | Intersection avec la 1315 : Tainzert / Aday                                                                           |        |        | Province de Guelmim | Guelmim-Oued Noun |
|                         | Oued Siyad (x5) |        |        | Province de Guelmim | Guelmim-Oued Noun |
|                         | Intersection avec la 1317 : Aday / Amtoudi                                                                            |        |        | Province de Guelmim | Guelmim-Oued Noun |
|                         | Oued Siyad (x7) |        |        | Province de Guelmim | Guelmim-Oued Noun |
|                         | Intersection : Taoujgualt                                                                                             |        |        | Province de Tata    | Souss-Massa       |
|                         | Secteur routier dangereux (↓21 km↓)                                                                                   |        |        | Province de Tata    | Souss-Massa       |
|                         | Intersection avec la 107 : Tamanart / Smougen / Tafraout                                                              |        |        | Province de Tata    | Souss-Massa       |
| Aire de service Bouzger | |        |        | Province de Tata    | Souss-Massa       |
| Kasbah Ait Herbil       | |        |        | Province de Tata    | Souss-Massa       |
|                         | Oued Tamanart |        |        | Province de Tata    | Souss-Massa       |
|                         | Intersection : Ighir / Igiouaz                                                                                        |        |        | Province de Tata    | Souss-Massa       |
| Icht                    | |        |        | Province de Tata    | Souss-Massa       |
|                         | Intersection avec la N17 et la 107 : Aérodrome Icht / Fam El Hisn / Assa / Tata / Foum Zguid / Ouarzazate / Oued Drâa | 101 km | 0 km   | Province de Tata    | Souss-Massa       |

## Lieux sensibles

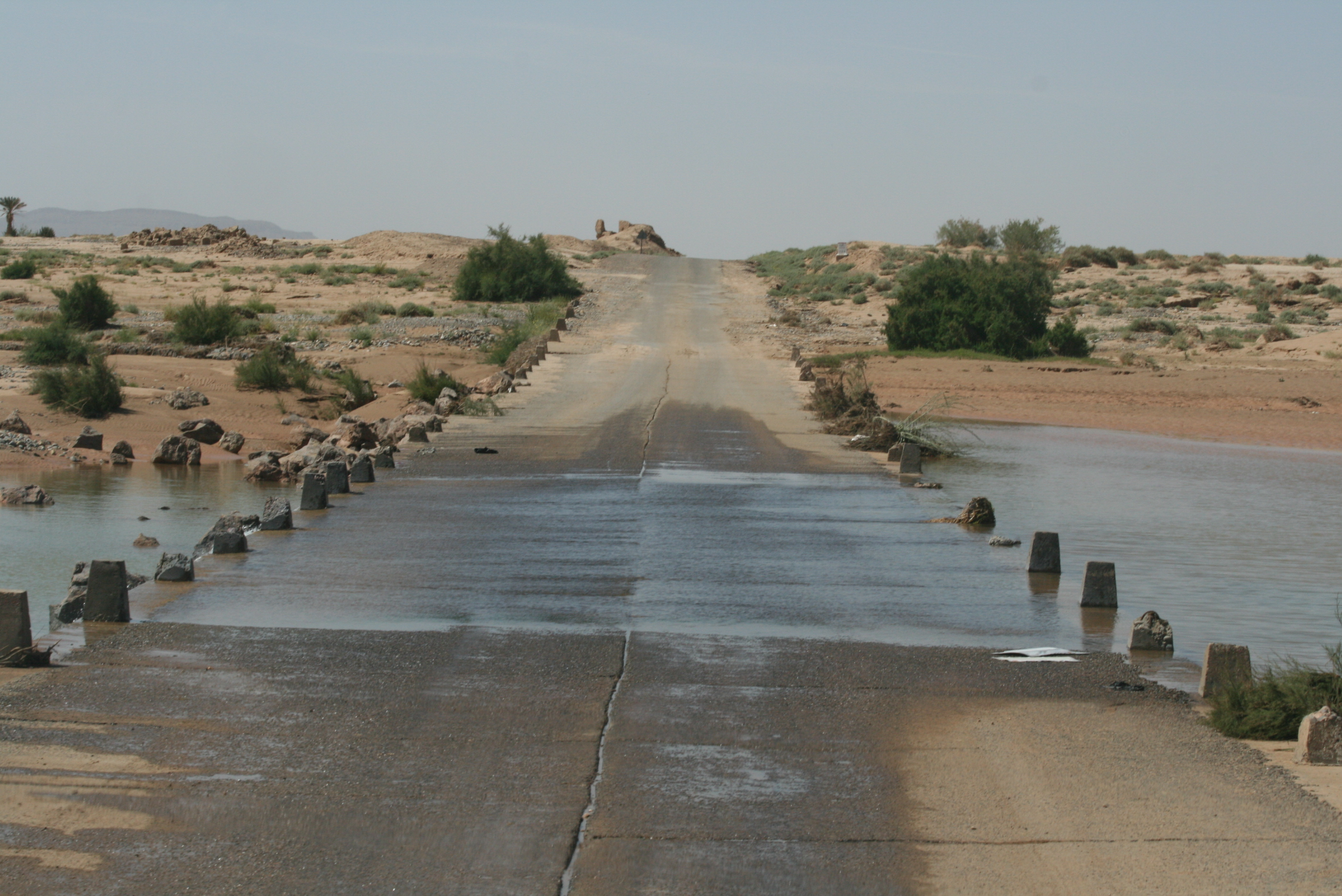
R102 au niveau d'un oued

Il se peut que la route soit coupée en hiver au niveau des oueds. En effet, la province de Guelmim est victime fréquemment de crues, provoqué par la montée des eaux de différents oueds. La construction de ponts et d'ouvrages est en cours dans la province pour remédier au problème. 